# ゾラゼパム
ゾラゼパム（英：Zolazepam、Flupyrazapon）は、ベンゾジアゼピン系薬物に構造的に関連するピラゾロジアゼピノン誘導体であり、獣医学において幅広い動物の麻酔薬として使用されている。ゾラゼパムは通常、使用目的に応じて、NMDA受容体拮抗薬のチレタミンやα2アドレナリン受容体アゴニストのキシラジンなどの他の薬物と組み合わせて投与される。ジアゼパムの5～10倍の効果がある。
ゾラゼパムは、Horace A. de WaldとDonald E. ButlerによってParke-Davisのためのベンゾジアゼピン構造の非常に詳細な分析の結果、開発された(アメリカ合衆国特許第 3,558,605号 filed in 1969)。
ゾラゼパムは、チレタミンと併用され、ゴリラやホッキョクグマなどの野生動物の精神安定薬として使用されており、副作用が軽減されていることからケタミンよりも優れていることが判明している。ゾラゼパムとチレタミンが1：1の混合薬がTelazolやZoletilの商品名で販売されている。